# Coupe de France de cyclo-cross 2015
Navigation
2014 2016
La Coupe de France de cyclo-cross 2015 est la 33e édition de la Coupe de France de cyclo-cross (anciennement Challenge la France cycliste de cyclo-cross). Elle est composée de 3 manches. La première à Albi, le 11 octobre 2015, la deuxième à Quelneuc, le 15 novembre 2015 et la troisième à Flamanville, le 30 décembre 2015.

## Hommes élites

### Résultats
| # | Date        | Lieu        | Vainqueur         | Deuxième       | Troisième      | Leader du classement général |
| - | ----------- | ----------- | ----------------- | -------------- | -------------- | ---------------------------- |
| 1 | 11 octobre  | Albi        | Clément Venturini | Francis Mourey | Wietse Bosmans | Clément Venturini            |
| 2 | 15 novembre | Quelneuc    | Clément Venturini | John Gadret    | Ivan Gicquiau  | Clément Venturini            |
| 3 | 30 décembre | Flamanville | Clément Venturini | Steve Chainel  | Francis Mourey | Clément Venturini            |

### Classement
- 1. Clément Venturini (Cofidis) 105 pt
- 2. Clément Bomme (VC Pays de Loudéac) 80 pt
- 3. Julien Roussel (Normandie) 77 pt
- 4. Ivan Gicquiau (VC Pays de Loudéac) 73 pt
- 5. Florian Le Corre (Team Pays de Dinan) 70 pt
- 6. Francis Mourey (FDJ) 62 pt
- 7. John Gadret (Movistar Team) 61 pt
- 8. Damien Mougel (VS Eguishem) 51 pt
- 9. David Derepas (Prodialog-David Derepas) 49 pt
- 10. Antonin Marecaille (Provence) 48 pt

## Femmes élites

### Résultats
| # | Date        | Lieu        | Vainqueur         | Deuxième        | Troisième         | Leader du classement général |
| - | ----------- | ----------- | ----------------- | --------------- | ----------------- | ---------------------------- |
| 1 | 11 octobre  | Albi        | Hélène Clauzel    | Marlène Petit   | Maëlle Grossetête | Hélène Clauzel               |
| 2 | 15 novembre | Quelneuc    | Maëlle Grossetête | Marlène Petit   | Évita Muzic       | Maëlle Grossetête            |
| 3 | 30 décembre | Flamanville | Caroline Mani     | Juliette Labous | Maëlle Grossetête | Maëlle Grossetête            |

### Classement
- 1. Maëlle Grossetête (Rhône-Alpes) 95
- 2. Hélène Clauzel (VC Sainte-Croix-en-Plaine) 93
- 3. Marlène Petit  (Rhône-Alpes) 84
- 4. Evita Muzic (Franche-Comté) 79
- 5. Fanny Stumpf (Île-de-France) 79
- -. Laure Bouteloup (Les Bleus de France) 71
- 7. Gaëlle Poirier-Carreau (Aquitaine) 66
- -. Eva Colin (VC Ornans) 66
- 9. Juliette Labous (VC Morteau-Montbenoît) 61
- 10. Marlène Morel-Petitgirard (VC Morteau-Montbenoît) 48

## Hommes espoirs

### Résultats
| # | Date        | Lieu        | Vainqueur       | Deuxième        | Troisième        | Leader du classement général |
| - | ----------- | ----------- | --------------- | --------------- | ---------------- | ---------------------------- |
| 1 | 11 octobre  | Albi        | Clément Russo   | Joshua Dubau    | Mathieu Morichon | Clément Russo                |
| 2 | 15 novembre | Quelneuc    | Clément Russo   | Victor Koretzky | Lucas Dubau      | Clément Russo                |
| 3 | 30 décembre | Flamanville | Victor Koretzky | Joshua Dubau    | Eddy Finé        | Joshua Dubau                 |

### Classement
- 1. Joshua Dubau (Champagne-Ardenne) 93 pt
- 2. Lucas Dubau (Champagne-Ardenne) 87 pt
- 3. Yan Gras (Lorraine) 74 pt
- -. Clément Normand (CD Maine-et-Loire) 74 pt
- 5. Clément Russo (Charvieu-Chavagneux IC) 70 pt
- 6. Eddy Finé (Charvieu-Chavagneux IC) 68 pt
- -. Romain Boutet (Limousin) 68 pt
- 8. Victor Koretzky (VS Narbonnais) 67 pt
- 9. Aurélien Philibert (Lorraine) 65 pt
- 10. Florian Vidal (Charvieu-Chavagneux IC) 61 pt

## Hommes juniors

### Résultats
| # | Date        | Lieu        | Vainqueur       | Deuxième        | Troisième         | Leader du classement général |
| - | ----------- | ----------- | --------------- | --------------- | ----------------- | ---------------------------- |
| 1 | 11 octobre  | Albi        | Quentin Navarro | Mickaël Crispin | Clément Levallois | Quentin Navarro              |
| 2 | 15 novembre | Quelneuc    | Tanguy Turgis   | Thomas Bonnet   | Dylan Maldonado   | Mickaël Crispin              |
| 3 | 30 décembre | Flamanville | Tanguy Turgis   | Mickaël Crispin | Matthieu Legrand  | Mickaël Crispin              |

### Classement
- 1. Mickaël Crispin (Bretagne) 93 pt
- 2. Thomas Bonnet (Limousin) 84 pt
- 3. Matthieu Legrand (Ile-de-France) 83 pt
- 4. Dylan Maldonado (AVC Aix-en-Provence) 80 pt
- 5. Quentin Navarro (Franche Comté) 79 pt
- 6. Maxime Bonsergent (Pays de la Loire) 74 pt
- 7. Tanguy Turgis (Île-de-France) 70 pt
- 8. Jérémy Montauban (Rhône-Alpes) 68 pt
- 9. Laudelino Plas (Midi-Pyrénées) 66 pt
- -. Antoine Benoist (Bretagne) 66 pt